# فانيا روسي
فانيا روسي (بالإيطالية: Vania Rossi)‏ هي دراجة إيطالية، ولدت في 3 أكتوبر 1983.

## وصلات خارجية
- فانيا روسي على موقع أرشيف الدراجات (الإنجليزية)
- فانيا روسي على موقع إحصائيات الدراجات الإحترافية (الإنجليزية)
- فانيا روسي على موقع CycleBase (الإنجليزية)